# 安东尼·库克
安东尼·拉奎斯·库克（英語：Anthony Lacquise Cook，1967年3月19日—），美国NBA联盟前职业篮球运动员。他在1989年的NBA选秀中第1轮第24顺位被菲尼克斯太阳选中。